# Лозоватка (Пятихатский район)
Лозова́тка (укр. Лозуватка) — село,
Лозоватский сельский совет,
Пятихатский район,
Днепропетровская область,
Украина.
Код КОАТУУ — 1224583001. Население по переписи 2001 года составляло 1142 человека.
Является административным центром Лозоватского сельского совета, в который, кроме того, входят сёла
Байковка,
Ивановка,
Лыкошино,
Новоукраинка,
Терно-Лозоватка,
Червоный Яр и
ликвидированное село Халайдовка.

## Географическое положение
Село Лозоватка находится на берегу реки Лозоватка в месте впадения в неё реки Комиссаровка,
выше по течению на расстоянии в 3 км расположено село Лыкошино,
ниже по течению на расстоянии в 1 км расположено село Терно-Лозоватка, а в 1,5 км расположен пгт Вишнёвое,
выше по течению реки Комиссаровка на расстоянии в 1 км расположено село Комиссаровка.
Река в этом месте пересыхает, на неё сделано несколько запруд.
По селу протекает пересыхающий ручей с запрудой.
Рядом проходит железная дорога, станция Эрастовка в 3-х км.

## История
- 1920 год — дата основания села, которое отделилось от села Комиссаровка.

## Экономика
- ФХ «Червона калина».
- ФХ «Зоря».

## Объекты социальной сферы
- Школа.
- Детский сад.
- Фельдшерско-акушерский пункт.
- Дом культуры.